# Lijst van Nederlandse ministers zonder portefeuille
Een lijst van Nederlandse ministers zonder portefeuille.
| Kabinet                        | Periode                   | Minister                                                                                               | Partij | Partij       |
| ------------------------------ | ------------------------- | --- | ------ | ------------ |
| Schoof (2024-heden)            | 02-07-2024 t/m 03-06-2025 | Reinette Klever (Buitenlandse Handel en Ontwikkelingshulp / BuZa)                                      |        | PVV          |
| Schoof (2024-heden)            | 02-07-2024 t/m 03-06-2025 | Reinette Klever (Buitenlandse Handel en Ontwikkelingshulp / BuZa)                                      |        | PVV          |
| Schoof (2024-heden)            | 02-07-2024 t/m 03-06-2025 | Reinette Klever (Buitenlandse Handel en Ontwikkelingshulp / BuZa)                                      |        | PVV          |
| Rutte IV (2022-2024)           |                           | Rob Jetten (Klimaat en Energie / EZK)                                                                  |        | D66          |
| Rutte IV (2022-2024)           |                           | Carola Schouten (Armoedebeleid, Participatie en Pensioenen / SZW)                                      |        | CU           |
| Rutte IV (2022-2024)           | [ 2 ]                     | Liesje Schreinemacher (Buitenlandse Handel en Ontwikkelingssamenwerking / BuZa)                        |        | VVD          |
| Rutte IV (2022-2024)           |                           | Christianne van der Wal (Natuur en Stikstof / LNV)                                                     |        | VVD          |
| Rutte IV (2022-2024)           |                           | Franc Weerwind (Rechtsbescherming / J&V)                                                               |        | D66          |
| Rutte IV (2022-2024)           | 10-01-2022 t/m 22-06-2023 | Dennis Wiersma (Primair en Voortgezet Onderwijs / OCW)                                                 |        | VVD          |
| Rutte IV (2022-2024)           | 10-01-2022 t/m 05-09-2023 | Hugo de Jonge (Volkshuisvesting en Ruimtelijke Ordening / BZK)                                         |        | CDA          |
| Rutte IV (2022-2024)           | 10-01-2022 t/m 02-02-2024 | Conny Helder (Langdurige Zorg en Sport / VWS)                                                          |        | VVD          |
| Rutte IV (2022-2024)           | 21-07-2023 t/m 02-07-2024 | Mariëlle Paul (Primair en Voortgezet Onderwijs / OCW)                                                  |        | VVD          |
| Rutte IV (2022-2024)           | 04-12-2023 t/m 15-04-2024 | Geoffrey van Leeuwen (Buitenlandse Handel en Ontwikkelingssamenwerking / BuZa)                         |        | VVD          |
| Rutte IV (2022-2024)           | 02-02-2024 t/m 02-07-2024 | Pia Dijkstra (Medische Zorg / VWS)                                                                     |        | D66          |
| Rutte III (2017-2022)          |                           | Sander Dekker (Rechtsbescherming / J&V)                                                                |        | VVD          |
| Rutte III (2017-2022)          |                           | Arie Slob (Basis- en Voortgezet Onderwijs en Media / OCW)                                              |        | CU           |
| Rutte III (2017-2022)          | 26-10-2017 t/m 25-05-2021 | Sigrid Kaag (Buitenlandse Handel en Ontwikkelingssamenwerking / BuZa)                                  |        | D66          |
| Rutte III (2017-2022)          | 26-10-2017 t/m 19-03-2020 | Bruno Bruins (Medische Zorg / VWS)                                                                     |        | VVD          |
| Rutte III (2017-2022)          | 01-11-2019 t/m 14-04-2020 | Stientje van Veldhoven (Milieu en Wonen / IW)                                                          |        | D66          |
| Rutte III (2017-2022)          | 23-03-2020 t/m 08-07-2020 | Martin van Rijn (Medische Zorg / VWS)                                                                  |        | O            |
| Rutte III (2017-2022)          | 09-07-2020 t/m 02-09-2021 | Tamara van Ark (Medische Zorg / VWS)                                                                   |        | VVD          |
| Rutte III (2017-2022)          | 10-08-2021 t/m 10-01-2022 | Tom de Bruijn (Buitenlandse Handel en Ontwikkelingssamenwerking / BuZa)                                |        | D66          |
| Rutte II (2012-2017)           |                           | Lilianne Ploumen (Buitenlandse Handel en Ontwikkelingssamenwerking / BuZa)                             |        | PvdA         |
| Rutte II (2012-2017)           | 05-11-2012 t/m 27-01-2017 | Stef Blok (Wonen en Rijksdienst / BZK)                                                                 |        | VVD          |
| Rutte I (2010-2012)            |                           | Gerd Leers (Immigratie, Integratie en Asiel / BZK)                                                     |        | CDA          |
| Balkenende IV (2007-2010)      |                           | André Rouvoet (Jeugd en Gezin / VWS)                                                                   |        | CU           |
| Balkenende IV (2007-2010)      | 22-02-2007 t/m 14-11-2008 | Ella Vogelaar (Wonen, Wijken en Integratie / VROM)                                                     |        | PvdA         |
| Balkenende IV (2007-2010)      | 22-02-2007 t/m 23-02-2010 | Bert Koenders (Ontwikkelingssamenwerking / BuZa)                                                       |        | PvdA         |
| Balkenende IV (2007-2010)      | 14-11-2008 t/m 23-02-2010 | Eberhard van der Laan (Wonen, Wijken en Integratie / VROM)                                             |        | PvdA         |
| Balkenende IV (2007-2010)      | 23-02-2010 t/m 14-10-2010 | Eimert van Middelkoop (Wonen, Wijken en Integratie / VROM)                                             |        | CU           |
| Balkenende IV (2007-2010)      | 23-02-2010 t/m 14-10-2010 | Maxime Verhagen (Ontwikkelingssamenwerking / BuZa)                                                     |        | CDA          |
| Balkenende III (2006-2007)     |                           | Agnes van Ardenne-van der Hoeven (Ontwikkelingssamenwerking / BuZa)                                    |        | CDA          |
| Balkenende III (2006-2007)     |                           | Atzo Nicolaï (Bestuurlijke vernieuwing en Koninkrijksrelaties / BZK)                                   |        | VVD          |
| Balkenende III (2006-2007)     | 07-07-2006 t/m 13-12-2006 | Rita Verdonk (Vreemdelingenbeleid en Integratie / Justitie)                                            |        | VVD          |
| Balkenende III (2006-2007)     | 14-12-2006 t/m 22-02-2007 | Rita Verdonk (Integratie, Jeugdbescherming, Preventie en Reclassering / Justitie)                      |        | VVD          |
| Balkenende II (2003-2006)      |                           | Agnes van Ardenne-van der Hoeven (Ontwikkelingssamenwerking / BuZa)                                    |        | CDA          |
| Balkenende II (2003-2006)      |                           | Rita Verdonk (Vreemdelingenbeleid en Integratie / Justitie)                                            |        | VVD          |
| Balkenende II (2003-2006)      | 27-05-2003 t/m 23-03-2005 | Thom de Graaf (Bestuurlijke vernieuwing en Koninkrijksrelaties / BZK)                                  |        | D66          |
| Balkenende II (2003-2006)      | 31-03-2005 t/m 03-07-2006 | Alexander Pechtold (Bestuurlijke vernieuwing en Koninkrijksrelaties / BZK)                             |        | D66          |
| Balkenende I (2002-2003)       |                           | Hilbrand Nawijn (Vreemdelingenzaken en Integratie / Justitie)                                          |        | LPF          |
| Kok II (1998-2002)             |                           | Roger van Boxtel (Grote Steden- en Integratiebeleid / BZK)                                             |        | D66          |
| Kok II (1998-2002)             |                           | Eveline Herfkens (Ontwikkelingssamenwerking / BuZa)                                                    |        | PvdA         |
| Kok I (1994-1998)              |                           | Jan Pronk (Ontwikkelingssamenwerking / BuZa)                                                           |        | PvdA         |
| Lubbers III (1989-1994)        |                           | Jan Pronk (Ontwikkelingssamenwerking / BuZa)                                                           |        | PvdA         |
| Lubbers II (1986-1989)         |                           | Piet Bukman (Ontwikkelingssamenwerking / BuZa)                                                         |        | CDA          |
| Lubbers I (1982-1986)          |                           | Eegje Schoo (Ontwikkelingssamenwerking / BuZa)                                                         |        | VVD          |
| Van Agt III (1982)             |                           | Kees van Dijk (Ontwikkelingssamenwerking / BuZa)                                                       |        | CDA          |
| Van Agt II (1981-1982)         |                           | Kees van Dijk (Ontwikkelingssamenwerking / BuZa)                                                       |        | CDA          |
| van Agt I (1977-1981)          |                           | Jan de Koning (Ontwikkelingssamenwerking / BuZa)                                                       |        | CDA          |
| van Agt I (1977-1981)          | 19-12-1977 t/m 01-04-1979 | Rinus Peijnenburg (Wetenschapsbeleid / O&W)                                                            |        | KVP          |
| van Agt I (1977-1981)          | 03-04-1979 t/m 04-05-1979 | Leendert Ginjaar (Wetenschapsbeleid / O&W)                                                             |        | VVD          |
| van Agt I (1977-1981)          | 04-05-1979 t/m 11-09-1981 | Ton van Trier (Wetenschapsbeleid / O&W)                                                                |        | CDA          |
| Den Uyl (1973-1977)            |                           | Jan Pronk (Ontwikkelingssamenwerking / BuZa)                                                           |        | PvdA         |
| Den Uyl (1973-1977)            |                           | Boy Trip (Wetenschapsbeleid / O&W)                                                                     |        | PPR          |
| Biesheuvel II (1972-1973)      |                           | Kees Boertien (Ontwikkelingssamenwerking / BuZa)                                                       |        | ARP          |
| Biesheuvel II (1972-1973)      |                           | Chris van Veen (Wetenschapsbeleid en het wetenschappelijk onderwijs / O&W)                             |        | CHU          |
| Biesheuvel I (1971-1972)       |                           | Kees Boertien (Ontwikkelingssamenwerking / BuZa)                                                       |        | ARP          |
| Biesheuvel I (1971-1972)       | 06-07-1971 t/m 20-07-1972 | Mauk de Brauw (Wetenschapsbeleid en het wetenschappelijk onderwijs / O&W)                              |        | DS'70        |
| Biesheuvel I (1971-1972)       | 21-07-1972 t/m 09-08-1972 | Chris van Veen (Wetenschapsbeleid en het wetenschappelijk onderwijs / O&W)                             |        | CHU          |
| De Jong (1967-1971)            |                           | Berend-Jan Udink (Ontwikkelingssamenwerking / BuZa)                                                    |        | CHU          |
| Zijlstra (1966-1967)           |                           | Theo Bot (Hulp aan ontwikkelingslanden / BuZa)                                                         |        | KVP          |
| Cals (1965-1966)               |                           | Theo Bot (Hulp aan ontwikkelingslanden / BuZa)                                                         |        | KVP          |
| Marijnen (1963-1965)           |                           | - |        |              |
| De Quay (1959-1963)            |                           | - |        |              |
| Beel II (1958-1959)            |                           | - |        |              |
| Drees III (1956-1958)          |                           | - |        |              |
| Drees II (1952-1956)           |                           | Adrianus Cornelis de Bruijn (Publiekrechtelijke Bedrijfsorganisatie / BZ)                              |        | KVP          |
| Drees II (1952-1956)           |                           | Joseph Luns (Buitenlandse Zaken / BuZa)                                                                |        | KVP          |
| Drees I (1951-1952)            |                           | Guus Albregts (Middenstand, Publiekrechtelijke Bedrijfsorganisatie en productiviteitsbevordering / BZ) |        | KVP          |
| Drees I (1951-1952)            |                           | Joseph Luns (Buitenlandse Zaken / BuZa)                                                                |        | KVP          |
| Drees I (1951-1952)            |                           | Frans Teulings (Burgerlijke Verdediging en Bescherming Bevolking / BZ)                                 |        | KVP          |
| Drees-Van Schaik (1948-1951)   |                           | Lubbertus Götzen (Nederlands-Indonesische Begrotingstechnische Zaken / OG)                             |        | O            |
| Drees-Van Schaik (1948-1951)   |                           | Josef van Schaik (Toekomstige structuur van het Koninkrijk / BZ)                                       |        | KVP          |
| Beel I (1946-1948)             | 03-07-1946 t/m 01-07-1947 | Eelco van Kleffens (Verenigde Naties aangelegenheden / BuZa)                                           |        | O            |
| Beel I (1946-1948)             | 10-11-1947 t/m 07-08-1948 | Lubbertus Götzen (Nederlands-Indonesische Unie aangelegenheden / OG)                                   |        | O            |
| Schermerhorn-Drees (1945-1946) | 25-06-1945 t/m 01-03-1946 | Herman van Roijen (VN zaken / BuZa)                                                                    |        | O (Soc.dem.) |
| Schermerhorn-Drees (1945-1946) | 01-03-1946 t/m 16-05-1946 | Eelco van Kleffens (VN zaken / BuZa)                                                                   |        | O (Lib.)     |
| Gerbrandy III (1945)           |                           | Edgar Michiels van Verduynen (Vervangend minister van Buitenlandse Zaken / BuZa)                       |        | O (Lib.)     |
| Gerbrandy II (1941-1945)       | 31-12-1941 t/m 23-02-1945 | Edgar Michiels van Verduynen (Vervangend minister van Buitenlandse Zaken / BuZa)                       |        | O (Lib.)     |
| Gerbrandy II (1941-1945)       | 09-06-1942 t/m 05-01-1943 | Pangeran Adipati Soejono (Nederlands-Indonesische Politieke Zaken / KOL)                               |        | O            |
| Gerbrandy II (1941-1945)       | 11-08-1943 t/m 31-05-1944 | Jaap Burger (Terugkeerbeleid / BZ)                                                                     |        | SDAP         |

Minister-president · Algemene Zaken · Asiel en Migratie · Binnenlandse Zaken en Koninkrijksrelaties · Buitenlandse Zaken · Defensie · Economische Zaken · Financiën · Infrastructuur en Waterstaat · Justitie · Klimaat en Groene Groei · Landbouw, Visserij, Voedselzekerheid en Natuur · Onderwijs, Cultuur en Wetenschap · Sociale Zaken en Werkgelegenheid · Volksgezondheid, Welzijn en Sport · Volkshuisvesting en Ruimtelijke Ordening · zonder portefeuille

Voormalige ministeries: 

Eredienst